# Bruno Kreibich
 (décembre 2023).
Si vous disposez d'ouvrages ou d'articles de référence ou si vous connaissez des sites web de qualité traitant du thème abordé ici, merci de compléter l'article en donnant les références utiles à sa vérifiabilité et en les liant à la section « Notes et références ».
Bruno Kreibich est un ancien pilote de rallyes américain.

## Biographie
Cet ancien coureur réside désormais à Middle Village (NY), où il est actuellement importateur pour la firme allemande Volkswagen-Audi.
Habitant à l'époque de ses compétitions les plus fructueuses à Ridgewood (NY), ses copilotes étaient alors Scott Hughes (sur Dodge Colt, fin des années 1970), puis Jeff Becker (sur Porsche Safari 911 en 1980-81 (en formule Atlantic 400), puis de nouveau en 1989-91 - leur période faste, Becker rejoignant ensuite Paul Choiniere au Libra Racing team), également Clark Bond (venant de Bay City (MI), de 1982 à 1988, en évoluant d'abord sur la Porsche 911, puis surtout sur Audi Quattro A2 (parfois fournies par John Buffum lui-même)), et enfin Rod Hendricksen (en 1997, en toute fin de carrière).

## Palmarès
- Double vainqueur de la Coupe d'Amérique du Nord des rallyes (NARC) toutes catégories : 1990 et 1991 (copilote Jeff Becker);
- Participation à la victoire de Audi dans la Coupe des Marques pour l'Amérique du Nord: 1990 et 1991;
- Champion des États-Unis SCCA ProRally en Classe Open : 1991.

### Quelques victoires (en championnat du Canada des Rallyes)
- Rallye Défi Sainte-Agathe : 1988 (Audi Quattro 2000, avec C.Bond);
- Rallye de la Baie des Chaleurs : 1991 (Audi Quattro, avec J.Becker).

...

### Autres victoires
- 24 Heures de Porto Rico : 1977 (avec S.Hugues, sur Dodge Colt, en début de carrière).